# Valerio Rossi Albertini
Valerio Rossi Albertini-Tiranni, detto Rossi Albertini (Roma, 30 ottobre 1963), è un fisico e divulgatore scientifico italiano, specializzato in metodi di indagine sia teorici sia sperimentali, di materiali e dispositivi avanzati per la produzione e l'accumulo di energia, quali celle a combustibile, celle fotovoltaiche organiche, batterie a ioni di litio. 
È attivo, inoltre, nella divulgazione scientifica televisiva.

## Biografia
Laureatosi con lode in Fisica all'Università "La Sapienza" di Roma con indirizzo nucleare, decide di indirizzare le proprie ricerche verso le nanotecnologie e le fonti di energia alternative. A questo scopo, consegue il dottorato di Ricerca in scienza dei materiali, diventando il primo dottore di ricerca italiano in tale disciplina. Entra quindi a far parte, in qualità di ricercatore, del Consiglio Nazionale delle Ricerche, presso l'Istituto di Struttura della Materia.
In questa sede, realizza con il suo gruppo di ricerca apparecchi innovativi per indagini su dispositivi per la produzione, la conversione e l'accumulo di energia, basati sull'uso di materiali di nuova generazione e sulle nanotecnologie.
È autore di oltre 130 articoli scientifici, pubblicati su riviste internazionali.
Dal 16 ottobre 2021 è uno dei concorrenti della sedicesima edizione di Ballando con le stelle. È agnostico.

## Attività scientifica
Dal 2005 il suo laboratorio diventa uno tra i maggiori centri pubblici per studi con i raggi X d'Italia.
È uno dei sei membri del comitato ESS-Italia, che coordina le attività congiunte di CNR, INFN e Sincrotrone di Trieste per la costruzione della nuova sorgente europea di neutroni (European Spallation Source) a Lund, Svezia.

## Attività didattica e divulgativa
Professore incaricato di chimica-fisica dei materiali presso il Dipartimento di Chimica della stessa Università, è recensore di articoli per riviste scientifiche internazionali.
Svolge attività divulgativa per il CNR, aderendo all'iniziativa Scienziati e Studenti per l'avvicinamento dei giovani al mondo della ricerca.
Membro del comitato di redazione della rivista LIVE, Ricerca Scientifica e Industria, edito dalla COPIT (Comitato di Parlamentari per l'Innovazione Tecnologica e lo sviluppo sostenibile) dal 2006.
Partecipa a numerose trasmissioni scientifiche su reti nazionali, e svolge il ruolo di rappresentante del CNR in televisione e per gli organi di stampa in qualità di divulgatore scientifico.
È docente del corso di Teorie e Linguaggi della Comunicazione Scientifica presso la Facoltà di Lettere e Filosofia dell’Università di Tor Vergata.

## La battaglia per la "consapevolezza energetica": il manifesto dell'ecologismo innovativo
La critica alle opposte fazioni, nuclearista e antinuclearista, contraddistingue l'azione di Rossi Albertini.

## Opere
- Valerio Rossi Albertini e Mario Tozzi, Il futuro dell'energia. Guida alle fonti pulite per chi ha poco tempo per leggere, Milano, Edizioni Ambiente, 2011, ISBN 9788866270225, OCLC 875260054. URL consultato il 20 aprile 2019.
- Federico Taddia e Valerio Rossi Albertini, Perché il touchscreen non soffre il solletico? E tante altre domande sulle nuove tecnologie, Firenze, Editoriale Scienza, 2014, ISBN 9788873076339, OCLC 898727153. URL consultato il 20 aprile 2019.
- Valerio Rossi Albertini, Conosci il tuo nemico. Cos'è, da dove viene e cosa ci insegna il coronavirus, Milano, Longanesi, 2020, ISBN 9788830456280, OCLC 1195707439. URL consultato il 29 ottobre 2020.
- Valerio Rossi Albertini, Un pianeta abitabile. Come salvare il mondo cambiando il nostro modo di viverlo, Milano, Longanesi, 2020, ISBN 978-88-304-5345-6.